# Норт-Аннвілл Тауншип (округ Лебанон, Пенсільванія)
Норт-Аннвілл Тауншип (англ. North Annville Township) — селище (англ. township) в США, в окрузі Лебанон штату Пенсільванія. Населення — 2267 осіб (2020).

## Демографія
Згідно з переписом 2010 року, у селищі мешкала 2381 особа в 944 домогосподарствах у складі 663 родин. Було 987 помешкань
Расовий склад населення:
| - 98,6 % — білих - 0,2 % — чорних або афроамериканців - 0,2 % — азіатів |

До двох чи більше рас належало 0,7 %. Частка іспаномовних становила 1,0 % від усіх жителів.
За віковим діапазоном населення розподілялося таким чином: 20,3 % — особи молодші 18 років, 59,7 % — особи у віці 18—64 років, 20,0 % — особи у віці 65 років та старші. Медіана віку мешканця становила 47,3 року. На 100 осіб жіночої статі у селищі припадало 93,1 чоловіків;  на 100 жінок у віці від 18 років та старших — 90,8 чоловіків також старших 18 років.
Середній дохід на одне домашнє господарство  становив 76 847 доларів США (медіана — 63 625), а середній дохід на одну сім'ю — 93 122 долари (медіана — 77 500). Медіана доходів становила 53 833 долари для чоловіків та 37 212 долари для жінок. За межею бідності перебувало 3,8 % осіб, у тому числі 5,9 % дітей у віці до 18 років та 1,2 % осіб у віці 65 років та старших.
Цивільне працевлаштоване населення становило 1249 осіб. Основні галузі зайнятості: освіта, охорона здоров'я та соціальна допомога — 23,1 %, виробництво — 16,1 %, роздрібна торгівля — 10,8 %, будівництво — 7,9 %.